# Cheonan
Cheonan (hangul, 천안시; hanja, 天 安 市, llegiu: Chon) és una ciutat de la província de Chungcheong del Sud, a Corea del Sud. Està localitzada a aproximadament 80 km al sud de Seül. La ciutat està connectada a Seül i a Daejeon, ambdues per via terrestre i per tren. Els trens de la línia ferroviària Gyeongbu, la més important de Corea del Sud, paren a l'estació de Cheonan, situada al centre de la ciutat, mentre que el Korea Train Express para a l'estació de Cheonan-Asan. La línia 1 del metro de Seül s'ha estès fins a Cheonan: el tram va entrar en funcionament al gener del 2005.
Cheonan és coneguda per diversos productes agrícoles, com el raïm o la pera xinesa, així com per un petit pastís amb gust de nou, amb la forma i grandària d'una nou. La seva principal atracció turística és l'Independence Hall, un complex de museus patriòtics, monuments i jardins, que inclou el Museu de l'Agressió Japonesa.